# Phil Baxter
Phil Baxter (Navarro County, 5 september 1896 - 21 november 1972) was een Amerikaanse bigbandleider, zanger en componist.
Baxter leidde van de jaren twintig tot midden jaren dertig een eigen orkest, waarmee hij in oktober 1925 (in St. Louis) en oktober 1929 (in Dallas) opnames maakte. Van juni 1927 tot 1933 leidde hij de huisband in de El Torreon Ballroom in Kansas City, het orkest heette Phil Baxter and His El Torreon Orchestra. De optredens van de band werden regelmatig uitgezonden op KMBC-radio.
Baxter componeerde verschillende liedjes die succesvol waren. Het novelty-nummer "Piccolo Pete" was een hit voor Ted Weems met zijn orkest. Het nummer "I'm a Ding Dong Daddy from Dumas" werd met succes opgenomen door veel artiesten, zoals Sidney Bechet, Bennie Moten en Louis Armstrong.
Door artritis moest Baxter op een gegeven moment de meeste muzikale activiteiten opschorten.